# Prades-sur-Vernazobre
Prades-sur-Vernazobre là một xã thuộc tỉnh Hérault trong vùng Occitanie phía nam nước Pháp. Xã này nằm ở khu vực có độ cao 64-663 mét trên mực nước biển. Dân số thời điểm năm 1999 là 236 người.